# Oenopota dubia
Oenopota dubia is een slakkensoort uit de familie van de Mangeliidae. De wetenschappelijke naam van de soort is voor het eerst geldig gepubliceerd in 1985 door Golikov & Scarlato.